# Hemmadi, Mudigere
Hemmadi là một làng thuộc tehsil Mudigere, huyện Chikmagalur, bang Karnataka, Ấn Độ.